# Gaël Da Silva
Gaël Da Silva est un gymnaste français, né le 30 décembre 1984 à Vaulx-en-Velin.

## Biographie
Il est sélectionné pour participer aux Jeux olympiques de 2012 par la FFG à la suite de sa médaille de bronze au sol lors des Championnats d'Europe à Montpellier au printemps 2012.

## Palmarès

### Jeux olympiques
- Londres 2012
  - 8e au concours par équipes
  - 10e en qualifications au sol (non finaliste)

### Championnats du monde
- - 5e par équipe en 2010

### Championnats d'Europe
- Montpellier 2012
  -  médaille de bronze au sol
  - 8e au concours par équipes

### Compétitions nationales
| Épreuve/Année               | Nantes 2012 |
| --------------------------- | ----------- |
| Concours général individuel |             |
| Exercices au sol            | 1er         |
| cheval d'arçon              |             |
| anneaux                     | 3e          |
| Saut de cheval              |             |
| Barres parallèles           |             |
| Barre fixe                  |             |

Championnats de France
- Toulouse 2007
  -  aux barres parallèles

- Toulon 2008
  -  au sol
  -  à la barre fixe
  -  aux anneaux
  -  aux barres parallèles
- Toulouse 2011
  -  au sol
  -  à la barre fixe
  -  aux anneaux
- Internationaux Pari-Bercy 2010
  -  au sol

Autres compétitions nationales
- Championnats de France élite[Quoi ?] à Mulhouse[Quand ?]
  -  au sol
  -  au saut de cheval
  - 5e aux anneaux
- Coupe nationale Lyon 2008
  -  à la barre fixe

### Autres compétitions internationales
- Internationaux Paris-Bercy 2007
  -  au sol
- Test Event Londres 2012
  -  par équipe
  - 5e au sol
- Stuttgart 2010
  -  à la barre fixe